# Berembeng
Berembeng is een bestuurslaag in het regentschap Tabanan van de provincie Bali, Indonesië. Berembeng telt 2244 inwoners (volkstelling 2010).